# Nyslåttjärnen (Anundsjö socken, Ångermanland)
Nyslåttjärnen är en sjö i Örnsköldsviks kommun i Ångermanland och ingår i Moälvens huvudavrinningsområde.